# Liste des navires de la marine argentine

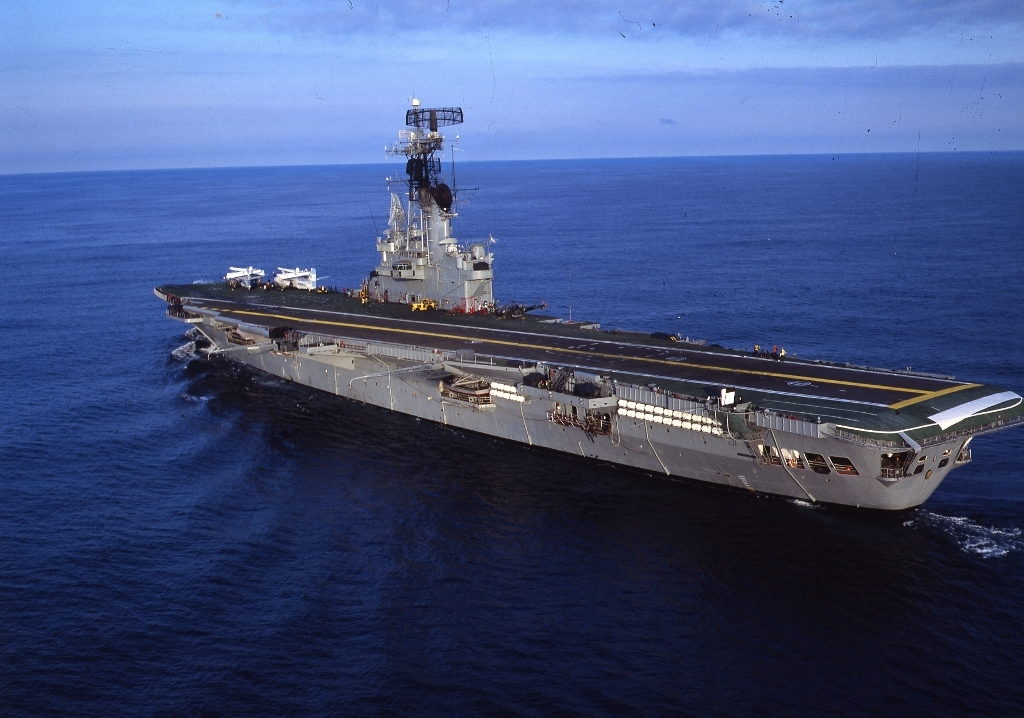
Le porte-avions ARA Veinticinco de Mayo

Cette liste comprend tous les grands navires de guerre qui sont entrés en service dans la marine argentine depuis sa création officielle dans les années 1860. Elle comprend également les navires qui ont été achetés par l'Argentine mais qui ne sont pas entrés en service sous pavillon argentin. La liste ne comprend pas les navires antérieurs aux années 1860 et exclut les navires auxiliaires (remorqueurs, transports, colliers, navires-citernes, navires scientifiques, etc.
En outre, il existe une liste distincte des navires actuellement en service dans la marine argentine, quel que soit leur type.
La liste est organisée par type de navire, par classe au sein de chaque type, et par date d'entrée en service au sein de chaque classe. Les dates d'entrée en service indiquent la mise en service du navire dans la marine argentine, et non l'entrée en service du navire dans une autre marine, sauf indication contraire.

## Dénomination
Les normes actuelles établissent des conventions de dénomination des navires de la Marine argentine en fonction de leur type, certaines d'entre elles spécifiques aux navires de guerre sont résumées ci-dessous.
Destroyers, frégates, corvettesNoms de Héros de la marine, ou noms de navires significativement historiques.
Sous-marinsNoms de province, en priorité ceux qui commencent par S.
Navires de guerre des minesNoms de provinces, non utilisés par les sous-marins.
Navires de guerre amphibie : Caractéristiques géographiques côtières.
Navires d'attaque rapideAdjectifs symbolisant les qualités des navires de combat.

## Liste des navires

### Porte-avions
Classe Colossus (Construit en Grande-Bretagne)
| Nom du navire           | Pennant number | Photo | Lancé | Entrée en service | Déclassé | Autres noms                                        | Destinée             |
| ----------------------- | -------------- | ----- | ----- | ----------------- | -------- | -------------------------------------------------- | -------------------- |
| ARA Independencia       | V-1            |       | 1944  | 1959              | 1970     | ex-HMS Warrior, ex-HMCS Warrior                    | Mis au rebut en 1971 |
| ARA Veinticinco de Mayo | V-2            |       | 1943  | 1969              | 1999     | ex-HNLMS Karel Doorman, anciennement HMS Venerable | Mis au rebut en 1999 |

### Cuirassés
ironclad Almirante Brown (Construit en Grande-Bretagne)
| Nom du navire       | Pennant number | Photo | Lancé | Entrée en service | Déclassé | Autres noms | Destinée     |
| ------------------- | -------------- | ----- | ----- | ----------------- | -------- | ----------- | ------------ |
| ARA Almirante Brown | aucun          |       | 1880  | 1881              | 1932     | aucun       | Mis au rebut |

Navires de défense côtière Classe Libertad (Construit en Grande-Bretagne)
| Nom du navire     | Pennant number | Photo | Lancé | Entrée en service | Déclassé | Autres noms | Destinée                |
| ----------------- | -------------- | ----- | ----- | ----------------- | -------- | ----------- | ----------------------- |
| ARA Libertad      | aucun          |       | 1892  | 1892              | 1946     | aucun       | Aux garde-côtes en 1947 |
| ARA Independencia | aucun          |       | 1891  | 1893              | 1946     | aucun       | Aux garde-côtes en 1949 |

Dreadnoughts classe Rivadavia (Construit aux États-Unis)
| Nom du navire | Pennant number | Photo | Lancé | Entrée en service | Déclassé | Autres noms | Destinée                     |
| ------------- | -------------- | ----- | ----- | ----------------- | -------- | ----------- | ---------------------------- |
| ARA Rivadavia | aucun          |       | 1911  | 1915              | 1957     | aucun       | Vendu à la ferraille en 1957 |
| ARA Moreno    | aucun          |       | 1911  | 1915              | 1957     | aucun       | Vendu à la ferraille en 1957 |

### Monitors
Monitors classe El Plata (Construit en Grande-Bretagne)
| Nom du navire | Pennant number | Photo | Lancé | Entrée en service | Déclassé | Autres noms | Destinée     |
| ------------- | -------------- | ----- | ----- | ----------------- | -------- | ----------- | ------------ |
| ARA El Plata  | aucun          |       | 1874  | 1875              | 1930     | aucun       | Mis au rebut |
| ARA Los Andes | aucun          |       | 1874  | 1875              | 1930     | aucun       | Mis au rebut |

### Croiseurs
Croiseur protégé Patagonia (Construit en Autriche-Hongrie)
| Nom du navire   | Pennant number | Photo | Lancé | Entrée en service | Déclassé | Autres noms | Destinée     |
| --------------- | -------------- | ----- | ----- | ----------------- | -------- | ----------- | ------------ |
| ARA (Patagonia) | aucun          |       | 1886  | 1886              | 1925     | aucun       | Mis au rebut |

Croiseurs protégés Elswick (Construit en Grande-Bretagne)
| Nom du navire           | Pennant number | Photo | Lancé | Entrée en service | Déclassé | Autres noms                                                       | Destinée                  |
| ----------------------- | -------------- | ----- | ----- | ----------------- | -------- | ----------------------------------------------------------------- | ------------------------- |
| ARA Veinticinco de Mayo | aucun          |       | 1890  | 1891              | 1916     | Commandé sous le nom de "Necochea", renommé avant son achèvement. | Mis au rebut en 1927      |
| ARA Nueve de Julio      | aucun          |       | 1892  | 1893              | 1930     | aucun                                                             | Mis au rebut              |
| ARA Buenos Aires        | aucun          |       | 1895  | 1896              | 1932     | aucun                                                             | Vendu à la ferraille 1935 |

Croiseur torpilleur  Patria (Construit en Grande-Bretagne)
| Nom du navire | Pennant number | Photo | Lancé | Entrée en service | Déclassé | Autres noms | Destinée |
| ------------- | -------------- | ----- | ----- | ----------------- | -------- | ----------- | -------- |
| ARA Patria    | aucun          |       | 1893  | 1894              | 1927     | aucun       |          |

Croiseurs protégés classe Giuseppe Garibaldi (Construit en Italie)
Commandé aux chantiers navals italiens. Deux navires, le "Rivadavia" et le "Mariano Moreno", ont été vendus au Japon avant leur achèvement, conformément aux accords de désarmement naval conclus avec le Chili (Pactos de Mayo).
| Nom du navire        | Pennant number | Photo | Lancé | Entrée en service                                                         | Déclassé                                                                  | Autres noms                                                               | Destinée                                                                 |
| -------------------- | -------------- | ----- | ----- | ------------------------------------------------------------------------- | ------------------------------------------------------------------------- | ------------------------------------------------------------------------- | ------------------------------------------------------------------------ |
| ARA Garibaldi        | aucun          |       | 1895  | 1896                                                                      | 1934                                                                      |                                                                           | Vendu à la ferraille en 1937                                             |
| ARA San Martín       | aucun          |       | 1895  | 1898                                                                      | 1935                                                                      |                                                                           | Mis au rebut en 1947                                                     |
| ARA General Belgrano | aucun          |       | 1897  | 1898                                                                      | 1933                                                                      |                                                                           | Aux garde-côtes en 1933, sinistré en 1947, vendu à la casse en 1953      |
| ARA Pueyrredón       | aucun          |       | 1897  | 1898                                                                      | 1954                                                                      |                                                                           | Vendu à la ferraille en 1957                                             |
| ARA Rivadavia        | aucun          |       | 1902  | Vendu avant son achèvement au Japon, pas de service. (1903-1942 au Japon) | Vendu avant son achèvement au Japon, pas de service. (1903-1942 au Japon) | Commandé sous le nom de "Mitre", puis renommé sous le nom japonais Kasuga | Coulé en 1945, récupéré et démantelé pour la ferraille en 1948.          |
| ARA Mariano Moreno   | aucun          |       | 1903  | Vendu avant son achèvement au Japon, pas de service. (1903-1935 au Japon) | Vendu avant son achèvement au Japon, pas de service. (1903-1935 au Japon) | Commandé sous le nom de "Roca", puis renommé sous le nom japonais Nisshin | Coulé comme cible en 1936, relevé et coulé à nouveau comme cible en 1942 |

Croiseurs lourds Classe Almirante Brown (Construit en Italie)
| Nom du navire           | Pennant number | Photo | Lancé | Entrée en service | Déclassé | Autres noms | Destinée                        |
| ----------------------- | -------------- | ----- | ----- | ----------------- | -------- | ----------- | ------------------------------- |
| ARA Almirante Brown     | C-1            |       | 1929  | 1931              | 1961     | aucun       | Vendu pour la ferraille en 1962 |
| ARA Veinticinco de Mayo | C-2            |       | 1929  | 1931              | 1961     | aucun       | Mis au rebut en 1960            |

Croiseur léger La Argentina (Construit en Grande-Bretagne)
Le ARA La Argentina était un croiseur léger, conçu pour la formation des cadets de la marine.
| Nom du navire    | Pennant number | Photo | Lancé | Entrée en service | Déclassé | Autres noms | Destinée              |
| ---------------- | -------------- | ----- | ----- | ----------------- | -------- | ----------- | --------------------- |
| ARA La Argentina | C-3            |       | 1937  | 1939              | 1972     | aucun       | Mise au rebut en 1974 |

Classe General Belgrano (US - Classe Brooklyn)
| Nom du navire        | Pennant number | Photo | Lancé | Entrée en service | Déclassé | Autres noms                                             | Destinée                                                                            |
| -------------------- | -------------- | ----- | ----- | ----------------- | -------- | ------------------------------------------------------- | ----------------------------------------------------------------------------------- |
| ARA General Belgrano | C-4            |       | 1938  | 1951              | 1982†    | ARA Diecisiete de Octubre jusqu'en 1956, ex-USS Phoenix | Coulée par le sous-marin britannique HMS Conqueror pendant la guerre des Malouines. |
| ARA Nueve de Julio   | C-5            |       | 1936  | 1951              | 1977     | ex-USS Boise                                            | Mis au rebut en 1983                                                                |

### Torpilleurs
Torpilleur à éperon classe Maipu  (Construit en Grande-Bretagne)
Classe Bathurst (Construit en Grande-Bretagne; type Yarrow 1890 - type Mod GB TB 79)
| Nom du navire | Pennant number | Autres noms | Entrée en service | Déclassé |
| ------------- | -------------- | ----------- | ----------------- | -------- |
| ARA Bathurst  | aucun          | aucun       | 1890              | 1927     |
| ARA Buchardo  | aucun          | aucun       | 1890              | 1927     |
| ARA Jorge     | aucun          | aucun       | 1890              | 1926     |
| ARA King      | aucun          | aucun       | 1890              | 1926     |
| ARA Pinedo    | aucun          | aucun       | 1890              | 1926     |
| ARA Thorne    | aucun          | aucun       | 1890              | 1926     |

Classe Espora (Construit en Grande-Bretagne)
Classe  Thornycroft type 1 (Construit en Grande-Bretagne)
Classe hornycroft type 2 (Construit en Grande-Bretagne)
Classe ""Yarrow type 2 (Construit en Grande-Bretagne)
Classe Riverine Yarrow (Construit en Grande-Bretagne)

### Destroyers
Classe Corrientes (Construit en Grande-Bretagne)
| Nom du navire  | Pennant number | Autres noms | Entrée en service | Déclassé |
| -------------- | -------------- | ----------- | ----------------- | -------- |
| ARA Corrientes | aucun          | aucun       | 1897              | 1930     |
| ARA Misiones   | aucun          | aucun       | 1897              | 1930     |
| ARA Entre Rios | aucun          | aucun       | 1896              | 1930     |
| ARA Santa Fe   | aucun          | aucun       | 1896              | 1897     |

Classe Catamarca (Construit en Allemagne)
| Nom du navire | Pennant number | Autres noms | Entrée en service | Déclassé |
| ------------- | -------------- | ----------- | ----------------- | -------- |
| ARA Catamarca | aucun          | aucun       | 1912              | 1957     |
| ARA Jujuy     | aucun          | aucun       | 1912              | 1957     |

Classe La Plata (Construit en Allemagne)
| Nom du navire | Pennant number | Autres noms | Entrée en service | Déclassé |
| ------------- | -------------- | ----------- | ----------------- | -------- |
| ARA Córdoba   | aucun          | aucun       | 1912              | 1957     |
| ARA La Plata  | aucun          | aucun       | 1912              | 1957     |

Huit autres destroyers ont été commandés à cette époque mais ne sont jamais entrés en service dans la marine argentine. Voir Classe Aetos. (Grèce) et Classe Aventurier. (France).
Classe Cervantes (Construit en Espagne)
| Nom du navire     | Pennant number | Autres noms       | Entrée en service | Déclassé |
| ----------------- | -------------- | ----------------- | ----------------- | -------- |
| ARA Cervantes     | D-1            | ex-Alcalá Galiano | 1928              | 1961     |
| ARA Juan de Garay | D-2            | ex-Churruca       | 1928              | 1960     |

Commandé par la Marine espagnole et vendu à l'Argentine avant son achèvement.
Classe Mendoza (Construit en Grande-Bretagne)
| Nom du navire | Pennant number | Autres noms | Entrée en service | Déclassé |
| ------------- | -------------- | ----------- | ----------------- | -------- |
| ARA Mendoza   | D-3            | aucun       | 1929              | 1961     |
| ARA La Rioja  | D-4            | aucun       | 1929              | 1962     |
| ARA Tucuman   | D-5            | aucun       | 1929              | 1962     |

Classe Buenos Aires (Construit en Grande-Bretagne)
| Nom du navire    | Pennant number | Autres noms | Entrée en service | Déclassé |
| ---------------- | -------------- | ----------- | ----------------- | -------- |
| ARA Buenos Aires | T-6 / D-6      | aucun       | 1938              | 1971     |
| ARA Entre Ríos   | T-7 / D-7      | aucun       | 1938              | 1971     |
| ARA Corrientes   | T-8            | aucun       | 1938              | 1941     |
| ARA San Juan     | T-9 / D-9      | aucun       | 1938              | 1971     |
| ARA San Luis     | T-10 / D-10    | aucun       | 1938              | 1970     |
| ARA Misiones     | T-11 / D-11    | aucun       | 1938              | 1970     |
| ARA Santa Cruz   | T-12 / D-12    | aucun       | 1939              | 1972     |

Classe Almirante Brown/Almirante Domecq García (Navires de l'US Navy de la Classe Fletcher)
| Nom du navire               | Pennant number | Photo | Lancé | Entrée en service | Déclassé | Autres noms     | Destinée                                            |
| --------------------------- | -------------- | ----- | ----- | ----------------- | -------- | --------------- | --------------------------------------------------- |
| ARA Almirante Brown         | D-20           |       | 1942  | 1961              | 1979     | ex-USS Heermann | Mis au rebut en 1982                                |
| ARA Espora                  | D-21           |       | 1943  | 1961              | 1979     | ex-USS Dortch   | Mis au rebut en 1979                                |
| ARA Rosales                 | D-22           |       | 1943  | 1961              | 1981     | ex-USS Stembel  | Mis au rebut en 1981                                |
| ARA Almirante Domecq Garcia | D-23           |       | 1943  | 1971              | 1982     | ex-USS Braine   | Coulé lors d'un essai de missile à feu réel en 1983 |
| ARA Almirante Stornia       | D-24           |       | 1943  | 1971              | 1981     | ex-USS Cowell   | Mis au rebut en 1982                                |

Classe Seguí (modification de la Classe Allen M. Sumner)
| Nom du navire    | Pennant number | Photo | Lancé | Entrée en service | Déclassé | Autres noms    | Destinée                                              |
| ---------------- | -------------- | ----- | ----- | ----------------- | -------- | -------------- | ----------------------------------------------------- |
| ARA Seguí        | D-25           |       | 1944  | 1972              | 1983     | ex-USS Hank    | Mis au rebut en 1983                                  |
| ARA Bouchard     | D-26           |       | 1944  | 1972              | 1984     | ex-USS Borie   | Mis au rebut en 1984                                  |
| ARA Piedra Buena | D-29           |       | 1944  | 1977              | 1985     | ex-USS Collett | Coulé par un missile lors d'un exercice naval en 1988 |

Classe Py (modification de la Classe Gearing)
| Nom du navire | Pennant number | Photo | Lancé | Entrée en service | Déclassé | Autres noms    | Destinée                        |
| ------------- | -------------- | ----- | ----- | ----------------- | -------- | -------------- | ------------------------------- |
| ARA Py        | D-27           |       | 1944  | 1973              | 1984     | ex-USS Perkins | Coulé en tant que cible en 1987 |

Classe Hércules (Classe britannique type 42)
| Nom du navire          | Pennant number      | Photo | Lancé | Entrée en service | Déclassé | Autres noms | Destinée |
| ---------------------- | ------------------- | ----- | ----- | ----------------- | -------- | ----------- | --- |
| ARA Hércules           | D-28, D-1, now B-52 |       | 1972  | 1976              | —        | aucun       | Depuis 1999, transformé en navire de transport polyvalent ; inactif à partir de 2020                           |
| ARA Santísima Trinidad | D-2                 |       | 1974  | 1981              | —        | aucun       | Officiellement en réserve depuis 2004. Coulé en 2013, sauvé en 2015, en attente de conversion en navire-musée. |

Classe Almirante Brown (Classe allemande type MEKO 360H2)
| Nom du navire       | Pennant number | Photo | Lancé | Entrée en service | Déclassé | Autres noms | Destinée         |
| ------------------- | -------------- | ----- | ----- | ----------------- | -------- | ----------- | ---------------- |
| ARA Almirante Brown | D-10           |       | 1981  | 1983              | —        | aucun       | En service actif |
| ARA La Argentina    | D-11           |       | 1981  | 1983              | —        | aucun       | En service actif |
| ARA Heroína         | D-12           |       | 1982  | 1983              | —        | aucun       | Inactif          |
| ARA Sarandí         | D-13           |       | 1982  | 1984              | —        | aucun       | En service actif |

### Frégates et corvettes
Classe Murature (Conçu et construit localement)
| Nom du navire | Pennant number | Autres noms | Entrée en service | Déclassement |
| ------------- | -------------- | ----------- | ----------------- | ------------ |
| ARA Murature  | P-20           | aucun       | 1946              | 2014         |
| ARA King      | P-21           | aucun       | 1946              | en service,  |

Classe Hércules (Classe de frégates de la Seconde Guerre mondiale Classe River/Classe Tacoma)
| Nom du navire          | Pennant number | Autres noms                          | Entrée en service | Déclassement                            |
| ---------------------- | -------------- | ------------------------------------ | ----------------- | --------------------------------------- |
| ARA Hércules           | P-31           | ex-USS Asheville, ex-HMS Adur        | 18 février 1948   | 1961, transféré vendu en 1969.          |
| ARA Heroína            | P-32           | ex-USS Reading                       | 8 février 1947    | vendu le 5 août 1964                    |
| ARA Sarandí            | P-33           | ex-USS Uniontown, ex- USSChattanooga | 18 février 1948   | vendu le 29 juin 1967                   |
| ARA Santísima Trinidad | P-34           | ex-HMS Caicos, ex-USS Hannam         | 1948              | converti en 1963 vendu en 1970 ou 1971. |

Classe República (Classe Flower)
| Nom du navire | Pennant number | Autres noms   | Entrée en service | Déclassement |
| ------------- | -------------- | ------------- | ----------------- | ------------ |
| ARA República | P-10           | ex-HMS Smilax | 1948              | 1961         |

Classe Azopardo (Conçu et construit localement)
| Nom du navire    | Pennant number | Autres noms | Entrée en service | Déclassement |
| ---------------- | -------------- | ----------- | ----------------- | ------------ |
| ARA Azopardo     | P-35           | aucun       | 1957              | 1972         |
| ARA Piedra Buena | P-36           | aucun       | 1957              | 1973         |

Classe Drummond (Classe française Classe d'Estienne d'Orves)
| Nom du navire | Pennant number | Autres noms      | Entrée en service | Déclassement |
| ------------- | -------------- | ---------------- | ----------------- | ------------ |
| ARA Drummond  | P-31           | ex-SAS Good Hope | 1978              | en réserve   |
| ARA Guerrico  | P-32           | ex-SAS Transvaal | 1978              | en réserve   |
| ARA Granville | P-33           | aucun            | 1981              | actif        |

Classe Espora (type allemand MEKO 140A16, construit localement)
| Nom du navire    | Pennant number | Autres noms | Entrée en service | Déclassement |
| ---------------- | -------------- | ----------- | ----------------- | ------------ |
| ARA Espora       | P-41           | aucun       | 1985              | actif        |
| ARA Rosales      | P-42           | aucun       | 1986              | Inactif      |
| ARA Spiro        | P-43           | aucun       | 1988              | actif        |
| ARA Parker       | P-44           | aucun       | 1990              | actif        |
| ARA (Robinson)   | P-45           | aucun       | 2000              | actif        |
| ARA (Gómez Roca) | P-46           | aucun       | 2004              | actif        |

### Patrouilleurs, torpilleurs et navires d'attaque rapide
Classe Zurubí (Construit en Argentine)
| Nom du navire | Pennant number | Autres noms | Entrée en service | Déclassement |
| ------------- | -------------- | ----------- | ----------------- | ------------ |
| ARA Zurubí    | P-55           | P-36        | 1939              | active,      |

Classe Intrépida (Construit en Allemagne) - connu sous le nom d'"engin rapide" (fast craft (es) lánchas rápidas)
| Nom du navire | Pennant number | Autres noms | Entrée en service | Déclassement |
| ------------- | -------------- | ----------- | ----------------- | ------------ |
| ARA Intrépida | P-85           | aucun       | 1974              | actif        |
| ARA Indómita  | P-86           | aucun       | 1974              | actif        |

Classe Baradero (Construit en Israël Classe Dabur)
| Nom du navire              | Pennant number | Autres noms | Entrée en service | Déclassement |
| -------------------------- | -------------- | ----------- | ----------------- | ------------ |
| ARA Baradero               | P-61           | aucun       | 1978              | actif        |
| ARA Barranqueras           | P-62           | aucun       | 1978              | actif        |
| ARA Clorinda               | P-63           | aucun       | 1978              | actif        |
| ARA Concepción del Uruguay | P-64           | aucun       | 1978              | actif        |

Classe Punta Mogotes (Construit aux États-Unis Classe Point)
| Nom du navire     | Pennant number | Autres noms                 | Entrée en service | Déclassement |
| ----------------- | -------------- | --------------------------- | ----------------- | ------------ |
| ARA Punta Mogotes | P-65           | ex-Point Hobart (WPB-82377) | 1999              | actif        |
| ARA Río Santiago  | P-66           | ex-Point Carrew (WPB-82374) | 2000              | actif        |

### Canonnières
Classe Paraná (Construit en Grande-Bretagne) - également classées dans la catégorie des "corvettes".
| Nom du navire | Pennant Number | Autres noms | Entrée en service | Déclassement |
| ------------- | -------------- | ----------- | ----------------- | ------------ |
| ARA Paraná    | aucun          | aucun       | 1875              | 1921         |
| ARA Uruguay   | aucun          | naucunone   | 1875              | active       |

Classe Constitución (Construit en Grande-Bretagne) - classées localement comme "bombarderas", elles étaient du type canonnière Rendel .
| Nom du navire    | Pennant Number | Autres noms | Entrée en service | Déclassement |
| ---------------- | -------------- | ----------- | ----------------- | ------------ |
| ARA Constitución | aucun          | aucun       | 1875              | 1955         |
| ARA República    | aucun          | aucun       | 1875              | 1955         |

Classe Bermejo (Construit en Grande-Bretagne) - classés localement comme "bombarderas", ils étaient du type canonnière Rendel.
| Nom du navire | Pennant Number | Autres noms | Entrée en service | Déclassement |
| ------------- | -------------- | ----------- | ----------------- | ------------ |
| ARA Bermejo   | aucun          | aucun       | 1875              | 1932         |
| ARA Pilcomayo | aucun          | aucun       | 1875              | 1935         |

Classe Rosario (Construit en Grande-Bretagne) - canonnières fluviales blindées
| Nom du navire | Pennant Number | Autres noms | Entrée en service | Déclassement |
| ------------- | -------------- | ----------- | ----------------- | ------------ |
| ARA Rosario   | aucun          | aucun       | 1909              | 1959         |
| ARA Paraná    | aucun          | aucun       | 1909              | 1959         |

### Guerre amphibie
Classe Cabo San Bartolome (ex-United States Landing Ship, Tank)
| Nom du navire                   | Pennant number | Autres noms                | Entrée en service | Déclassement |
| ------------------------------- | -------------- | -------------------------- | ----------------- | ------------ |
| ARA Cabo San Bartolome          | BDT-1 / Q-41   | USS LST-851                | 1948              | 1968         |
| ARA Cabo San Diego              | BDT-2          | USS LST-995 / Don Nicolas  | 1948              | 1966         |
| ARA Cabo San Francisco de Paula | BDT-3          | USS LST-998 / Don Ernesto  | 1948              | 1968         |
| ARA Cabo San Gonzalo            | BDT-4 / Q-44   | USS LST-872 / Doña Micaela | 1948              | 1979         |

Classe Cabo San Antonio (Construit localement De Soto County)
| Nom du navire        | Pennant number | Autres noms | Entrée en service | Déclassement |
| -------------------- | -------------- | ----------- | ----------------- | ------------ |
| ARA Cabo San Antonio | Q-42           | aucun       | 1977              | 1997         |

Classe Cándido de Lasala (ex-United States)
| Nom du navire         | Pennant number | Autres noms         | Entrée en service | Déclassement |
| --------------------- | -------------- | ------------------- | ----------------- | ------------ |
| ARA Cándido de Lasala | Q-43           | ex-USS Gunston Hall | 1970              | 1981         |

### Guerre des mines
Classe Bathurst (Construit en Allemagne - Classe M1915 et M1916)
| Nom du navire  | Pennant number | Autres noms        | Entrée en service | Déclassement |
| -------------- | -------------- | ------------------ | ----------------- | ------------ |
| ARA Bathurst   | M-1            | ex-allemand M-48   | 1922              | Années 1960  |
| ARA Fournier   | M-2            | ex-allemand M-51   | 1922              | Années 1960  |
| ARA Jorge      | M-3            | ex-allemand M-52   | 1922              | Années 1960  |
| ARA King       | M-4            | ex-allemand M-53   | 1922              | Années 1960  |
| ARA Murature   | M-5            | ex-allemand M-74   | 1922              | Années 1960  |
| ARA Pinedo     | M-6            | ex-allemand M-75   | 1922              | Années 1960  |
| ARA Py         | M-7            | ex-allemand Margot | 1922              | Années 1960  |
| ARA Segui      | M-8            | ex-allemand M-90   | 1922              | Années 1960  |
| ARA Thorne     | M-9            | ex-allemand M-101  | 1922              | Années 1960  |
| ARA Golondrina | M-10           | ex-allemand M-105  | 1922              | Années 1960  |

 Classe Neuquén (Construit en Grande-Bretagne Classe Ton),
| Nom du navire        | Pennant number | Autres noms                       | Entrée en service | Déclassement |
| -------------------- | -------------- | --------------------------------- | ----------------- | ------------ |
| ARA Neuquén          | M-1            | ex-britannique Hickleton (M1131)  | 1968              | 1996         |
| ARA Río Negro        | M-2            | ex-britannique Tariton (M1186)    | 1968              | 1977         |
| ARA Chubut           | M-3            | ex-britannique Santon (M1178)     | 1968              | 1995         |
| ARA Tierra del Fuego | M-4            | ex-britannique Bevington (M1108)  | 1968              | 1995         |
| ARA Chaco            | M-5            | ex-britannique Rennington (M1176) | 1969              | 2003         |
| ARA Formosa          | M-6            | ex-britannique Ilmington (M1148)  | 1968              | 2003         |

Classe Bouchard (Construit en Argentine - Dragueurs de mines/Mouilleurs de mines),
| Nom du navire | Pennant number | Autres noms                           | Entrée en service | Déclassement |
| ------------- | -------------- | ------------------------------------- | ----------------- | ------------ |
| ARA Bouchard  | M-7            | Nanawa (Marine paraguayenne)          | 1937              | 1964         |
| ARA Drummond  | M-2            | aucun                                 | 1937              | 1964         |
| ARA Granville | M-4            | aucun                                 | 1937              | 1967         |
| ARA Parker    | M-11           | aucun                                 | 1937              | 1963         |
| ARA Spiro     | M-13           | aucun                                 | 1938              | 1962         |
| ARA Robinson  | M-3            | aucun                                 | 1939              | 1967         |
| ARA Seaver    | M-12           | Capitán Meza (Marine paraguayenne)    | 1939              | 1968         |
| ARA Py        | M-10           | Teniente Fariña (Marine paraguayenne) | 1939              | 1968         |
| ARA Fournier  | M-5            | aucun                                 | 1940              | 1949         |

### Sous-marins
Par tradition, les sous-marins argentins portent le nom des provinces dont le nom commence par la lettre "S". Ainsi, le choix des noms est limité à six ("Santa Fe", "Salta", "Santiago del Estero", "San Luis", "San Juan" et "Santa Cruz"), ce qui donne lieu à des noms de classe et de navire répétés.
Classe Santa Fe (1) (Construit en Italie Tarantinos)
| Nom du navire           | Pennant number | Autres noms | Entrée en service | Déclassement |
| ----------------------- | -------------- | ----------- | ----------------- | ------------ |
| ARA Santa Fe            | S-1            | aucun       | 1933              | 1956         |
| ARA Salta               | S-2            | aucun       | 1933              | 1960         |
| ARA Santiago del Estero | S-3            | aucun       | 1933              | 1959         |

Classe Santa Fe (2) (Construit aux États-Unis Classe Balao)
| Nom du navire           | Pennant number | Autres noms    | Entrée en service | Déclassement |
| ----------------------- | -------------- | -------------- | ----------------- | ------------ |
| ARA Santa Fe            | S-11           | ex-USS Macabi  | 1960              | 1972         |
| ARA Santiago del Estero | S-12           | ex-USS Lamprey | 1960              | 1971         |

Classe Santa Fe (3) (Construit aux États-Unis CLasse Guppy)
| Nom du navire           | Pennant number | Autres noms    | Entrée en service | Déclassement |
| ----------------------- | -------------- | -------------- | ----------------- | ------------ |
| ARA Santa Fe            | S-21           | ex-USS Catfish | 1972              | 1982         |
| ARA Santiago del Estero | S-22           | ex-USS Chivo   | 1971              | 1981         |

Classe Salta (Construit en Allemagne - Type 209)
| Nom du navire | Pennant number | Autres noms | Entrée en service | Déclassement |
| ------------- | -------------- | ----------- | ----------------- | ------------ |
| ARA Salta     | S-31           | none        | 1974              | Inactif      |
| ARA San Luis  | S-32           | none        | 1974              | 1997         |

Classe Santa Cruz (Construit en Allemagne - Type TR-1700)
Six de ces navires ont été prévus par la Marine. Seuls les deux premiers, construits en Allemagne, ont été effectivement achevés. Les quatre autres, qui devaient être construits en Argentine, n'ont jamais été achevés en raison de problèmes budgétaires.
| Nom du navire           | Pennant number | Autres noms | Entrée en service | Déclassement  |
| ----------------------- | -------------- | ----------- | ----------------- | ------------- |
| ARA Santa Cruz          | S-41           | aucun       | 1984              | Inactive      |
| ARA San Juan            | S-42           | aucun       | 1985              | perdu en 2017 |
| ARA Santa Fe            | S-43           | aucun       | jamais achevé     | jamais achevé |
| ARA Santiago del Estero | S-44           | aucun       | jamais achevé     | jamais achevé |
| -pas de nom-            | S-45           | aucun       | jamais achevé     | jamais achevé |
| -pas de nom-            | S-46           | aucun       | jamais achevé     | jamais achevé |

### Navires de guerre à voile
Classe La Argentina (Construit en Autriche-Hongrie) officiellement classée comme corvette à voile
| Nom du navire    | Pennant number | Autres noms | Entrée en service | Déclassement |
| ---------------- | -------------- | ----------- | ----------------- | ------------ |
| ARA La Argentina | aucun          | aucun       | 1884              | 1900         |

Classe Presidente Sarmiento (Construit en Grande-Bretagne)
| Nom du navire            | Pennant number | Autres noms | Entrée en service | Déclassement |
| ------------------------ | -------------- | ----------- | ----------------- | ------------ |
| ARA Presidente Sarmiento | aucun          | aucun       | 1898              | active       |